# Villa Monceau
La villa Monceau est une voie du 17e arrondissement de Paris, en France.

## Situation et accès
La villa Monceau est une voie publique située dans le 17e arrondissement de Paris. Elle débute au 156, rue de Courcelles et se termine en impasse.

## Origine du nom

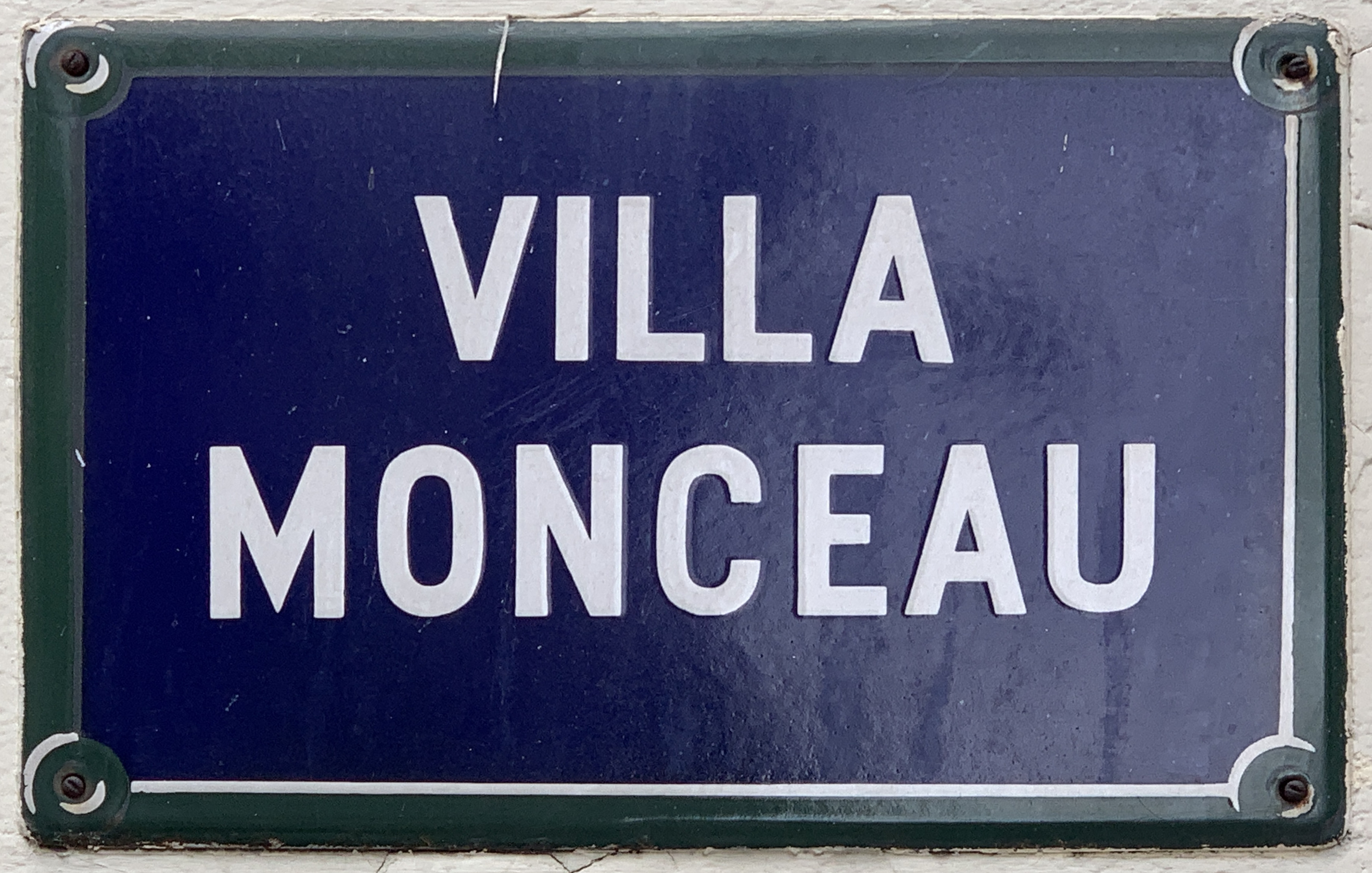
Plaque de la voie.

Elle porte ce nom en raison du voisinage du parc Monceau.

## Historique
Cette voie est classée dans la voirie de Paris par arrêté du 22 mars 1968.